# Черняк, Ян Петрович
Ян Петрович (Янкель Пинхусович) Черняк (6 апреля 1909, Черновцы, Цислейтания — 19 февраля 1995, Москва) — советский разведчик, Герой Российской Федерации.

## Биография
Родился 6 апреля 1909 года в Черновцах в семье небогатого торговца Пинхуса Черняка и его жены Ханны. Был назван Янкель в честь деда по матери. Родители погибли или пропали без вести во время Первой мировой войны, и мальчик воспитывался в сиротском приюте. После окончания средней школы в 1927 году поступил в Пражское высшее техническое училище, после окончания работал на заводе.
В свободное время Черняк занимался изучением иностранных языков, к которому проявлял большие способности. К 20 годам он свободно владел румынским, венгерским, английским, чешским, французским, итальянским, испанским и немецким языками. Последний из которых знал на уровне носителя из западных регионов Германии. Впоследствии он также освоил русский язык. Широкий лингвистический кругозор стал важным фактором в его деятельности в качестве военного разведчика.
Окончил политехнический институт в Берлине, где вступил в Коммунистическую партию Германии.
Агентом советской военной разведки стал в 1930 году. В 1931—1932 годах проходил службу в румынской армии в штабе кавалерийского полка в чине сержанта. Получил доступ к секретным документам и передавал их содержание в СССР. Затем жил в Германии, где создал разведгруппу. После провала одного из агентов был срочно отозван. В 1935—1936 годах учился в разведшколе в Москве. Затем выехал в Швейцарию под видом корреспондента ТАСС под оперативным псевдонимом «Джен». С 1938 года — после заключения Мюнхенского соглашения — проживал в Париже, а с 1940 года — в Лондоне.
Регулярно выезжая в 1936—1939 годах в Германию, Черняк создал там мощную разведывательную сеть, носившую кодовое наименование «Крона». Черняк завербовал свыше 20 агентов, работой которых руководил из-за рубежа через связных. В числе агентов Черняка были крупный банкир, секретарь министра, глава исследовательского отдела авиационного конструкторского бюро, дочь начальника танкового конструкторского бюро, кадровый офицер-разведчик и другие высокопоставленные военные, в том числе из ставки Гитлера.
Агентам Черняка удалось в 1941 году добыть копию плана «Барбаросса», а в 1943 году — оперативный план немецкого наступления под Курском. Черняк передавал в СССР ценную техническую информацию о танках, артиллерийских орудиях, по реактивному вооружению, разработкам химического оружия, радиоэлектронным системам. В 1944 году им было передано свыше 12 500 листов технической документации и 60 образцов радиоаппаратуры. Сеть Черняка была одной из лучших в истории разведки — в ней не было ни одного провала за 11 лет работы.
Черняк с 1942 года также передавал информацию по атомным исследованиям в Англии, а весной 1945 года был переброшен в США, где он должен был включиться в работу по атомному проекту США. После разоблачения и высылки Николая Заботина возглавил советскую резидентуру в США и Канаде. Однако летом 1945 года из-за предательства шифровальщика Игоря Гузенко, работавшего в Канаде, Черняк был срочно отозван в СССР. Руководство Главного разведывательного управления Генштаба Министерства обороны СССР представило Яна Черняка к званию Героя Советского Союза, но так как Черняк за несколько месяцев до бегства давал хорошую оценку непосредственному начальнику Гузенко, награды он не получил.
С 1946 года Я. П. Черняк работал референтом в ГРУ, с 1950 года — переводчиком в ТАСС. Привлекался к выполнению разведывательных заданий в Европе и к преподавательской работе.
В 1969 году вышел на пенсию, но еще более 10 лет работал в ТАСС переводчиком.
До 1994 года у Черняка не было ни одной награды. Как утверждал военный историк Марк Штейнберг, очередное представление Черняка вычеркнул лично Леонид Брежнев, который заявил, что при наличии звания Героя СССР у Льва Маневича, двух евреев-героев среди разведчиков будет слишком много.
Указом Президента Российской Федерации от 14 декабря 1994 года «за мужество и героизм, проявленные при выполнении специального задания» Черняку Яну Петровичу было присвоено звание Герой Российской Федерации. Указ был подписан, когда Ян Петрович находился в коме в больнице, и награда была вручена его жене Тамаре Ивановне (1923—2000). На похоронах генерал армии Михаил Колесников заявил журналистам, что Черняк был одним из прототипов полковника Максима Исаева (Штирлица) в фильме по роману Юлиана Семёнова «Семнадцать мгновений весны».
Сын — Владимир (род. 1955), физик, кандидат физико-математических наук, работал в Институте ядерных исследований РАН в Троицке, после отъезда из России — в Лос-Аламосской национальной лаборатории. Внук — Борис. Живут в США. 

## Память
На доме № 29 по Русаковской улице в Москве, где с 1972 года жил Черняк, в 2020 году была установлена мемориальная доска.